# Eaton (Leicestershire)
Pour les articles homonymes, voir Eaton.
Eaton est une paroisse civile et un village du Leicestershire, en Angleterre.